# Hệ thống gạt nước và rửa kính
Hệ thống gạt nước và rửa kính là một hệ thống đảm bảo cho người lái nhìn được rõ bằng cách gạt nước mưa trên kính trước và kính sau khi trời mưa. Hệ thống có thể làm sạch bụi bẩn trên kính chắn gió phía trước nhờ thiết bị rửa kính. Vì vậy, đây là thiết bị cần thiết cho sự an toàn của xe khi chạy. Gần đây một số kiểu xe có thể thay đổi tốc 110 độ gạt nước theo tốc độ xe và tự động gạt nước khi trời mưa.
Hệ thống gạt nước và rửa kính gồm các bộ phận sau:
- Cần gạt nước phía trước/Lưỡi gạt nước phía trước
- Motor và cơ cấu dẫn động gạt nước phía trước
- Vòi phun của bộ rửa kính trước
- Bình chứa nước rửa kính (có motor rửa kính)
- Công tắc gạt nước và rửa kính (Có relay điều khiển gạt nước gián đoạn)
- Cần gạt nước phía sau/lưỡi gạt nước phía sau
- Motor gạt nước phía sau
- Relay điều khiển bộ gạt nước phía sau

- Bộ điều khiển gạt nước
- Cảm biến nước mưa